# Schaffelaarreeks
De Schaffelaarreeks is een Nederlandse boekenreeks over de geschiedenis en cultuur van de Veluwe en de Gelderse Vallei. De serie werd vanaf 1974 uitgegeven door BDU Media uit Barneveld. Het laatste boek in de reeks verscheen in oktober 2014. Daarna besloot de uitgever te stoppen met het publiceren van boeken. Bert Paasman was medeoprichter van de Schaffelaarreeks en in de eerste 25 jaar hoofdredacteur.

## Fondslijst
- 1. Een historisch hoekje der Veluwe. door C.A. Nairac met medewerking van H. Bouwheer. 1974
- 2. Pre- en protohistorie in Veluws museum "Nairac" te Barneveld door W.H. Metz. 1975
- 3. Verdwenen dorpen in het Kootwijkerzand door H.A. Heidinga. 1979 ISBN 9789070150037
- 4. Enen geheten Jan van Schaffelaar. De geschiedenis van het voortleven van een held. door Els Helle. 1976 ISBN 9789070150044
- 5. Rondom twee torens. Geschiedenis van het christendom te Barneveld en Voorthuizen door 1978 L.A. Hoogeboom
- 6. Een historische zwerftocht door het landschap van Putten door Klaas Friso. 1979 ISBN 9070150077
- 7. Sporen door de Gelderse Vallei. De geschiedenis van de spoorlijn Ede-Nijkerk door Gerjan Crebolder en Aalt van Ramshorst. 1980 ISBN 9789070150099
- 8. Bevrijdingskroniek West Veluwe, door Evert van de Weerd en Gerjan Crebolder. 1983 ISBN 9789070150105
- 9. Amersfoort-Kesteren. Een veel besproken spoorlijn door G.A. Russer, 1981 ISBN 9789070150112
- 10. De Vrouwe van Schaffelaar - Margriet van Essen - van Haeften, een barones dichteres - 1751-1793 door Bert Paasman. 1981 ISBN 9070150123
- 11. Oude graven tussen IJssel en Vallei door R.H.J Klok. 1982 ISBN 9789070150136
- 12. Jan van Schaffelaar = Requiem voor een Gelderse Ruiter door A.H.J. Prins. 1982
- 13. Uit het verleden van Lunteren door Pier Hoekstra. 1982 ISBN 9789087881542
- 14. Bevrijdingskroniek Noord-west Veluwe: april-november 1945 : Nijkerk-Putten-Ermelo-Harderwijk-Nunspeet-Hoevelaken door Evert van de Weerd, Gerjan Crebolder, Jan Pit en Dick Veldhuizen. 1983 ISBN 9789070150167
- 15. Geheimen van bomen. Een ontmoeting met mensen en "hun" bomen in Midden-Nederland. door Jan Pit en Gerrit Graaff. 1984 ISBN 9789070150181
- 16. Bevrijdingsatlas Veluwe, door Evert van de Weerd, Peter A. Veldheer en Gerjan Crebolder. 1985 ISBN 9789070150198
- 17. Veenendaal in de Tweede Wereldoorlog door Jan Hoedeman. 1985 ISBN 9789070150204
- 18. Met de kiekkast door Barneveld door Gerjan Crebolder en Jan Luytjes. 1985 ISBN 9789070150228
- 19. De Gelderse Pallas. Gymnasium illustre, Gelderse Universiteit, Rijksathenaeum te Harderwijk, 1600-1818 door Remieg Aerts en Liesbeth Hoogkamp. 1986 ISBN 9789070150266
- 20. St. Jans Dal. Van Johanniter Commanderij te `s Heerenloo tot Streekziekenhuis te Harderwijk door T. Beijer en J.W.P. van Dijk. 1988 ISBN 9789070150280
- 21. Lunteren. Een historische studie door Pier Hoekstra. 1989 ISBN 9789070150310
- 22. Dit stroeve land; bloemlezing van poëzie over de Veluwe, door Bert Paasdam Henk van der Vlist. 1989 ISBN 9789070150327
- 23. Putten 1940-1945 door Klaas Friso.1990 ISBN 9789070150334
- 24. Uitverkoren in uitzondering? Het verhaal van de Joodse 'Barneveld-groep' 1942-1945 door Boris de Munnick. 1991 ISBN 9789070150341
- 25. Barneveld 1939-1945. Van mobilisatie tot en met bevrijding & het verzet, door Gerjan Crebolder en Tijs van den Brink. 1995 ISBN 9789070150419
- 26. Altijd, overal en voor iedereen; 125 jaar Rode Kruis-activiteiten in de Gemeente Barneveld ( 1870 - 1995), door Gerjan Crebolder. 1997 ISBN 9789070150426
- 27. 125 jaar geschiedenis van Barneveld weerspiegeld door de Barneveldse krant (1871-1996), door Jolanda Denekamp en Maureen Hommerson. 1997 ISBN 9789070150440
- 28. Kootwijk ... een parel in het zand. De geschiedenis van een Veluws dorpje door Gerjan Crebolder. 2000 ISBN 9789070150457
- 29. Garderen. Baken in het groen door Gerjan Crebolder. 2001 ISBN 9789070150471
- 30. Een byzonder Schoutampt. Het voormalige ambt Barneveld in pen en penseel, 1625-1875 door Gerjan Crebolder. 2002 ISBN 9789070150495
- 31. Sporen over de Veluwe. Amersfoort-Apeldoorn-Terschuur, Barneveld, Voorthuizen, Stroe, Kootwijk, Assel, Het Loo, de Loolijn door G.A. Russer. 2003 ISBN 9789070150556
- 32. Een eeuw kippenlijn van Ede-Nijkerk tot Ede-Amersfoort door Gerjan Crebolder. ISBN 9789070150570
- 33. Ede in wapenrok. Twee eeuwen militaire geschiedenis in de gemeente Ede door Evert van der Weer en Gerjan Crebolder. 2004 ISBN 9789070150631
- 34. De geschiedenis van de voormalige Barneveldse muziekgezelschappen "Erica", "Kunst Veredeld" en "De Volharding" door Gerjan Crebolder.
- 35. 'Gehalveerde mensen. Het Belgenkamp in Harderwijk 1914-1918 door Anton Reijngoudt. 2004 ISBN 9789070150655
- 36. Zwartebroek & Terschuur, tussen stuwwal en heuvelrug. De geschiedenis van twee dorpen in de Gelderse Vallei door Peter van den Born. 2004 ISBN 9789070150686
- 37. Stroe... een kleine oasis. De geschiedenis van een Veluws dorp door Gerjan Crebolder. 2005 ISBN 9789070150822
- 38. Gaandeweg door Klaas Friso en Aanton Klaassen. 2006 ISBN 9789070150884
- 39. De Biezen ... sama sama rasa. 55 jaar Molukkers in Barneveld door Gerjan Crebolder en Map Leerling. 2006 ISBN 9789087880088
- 40. Sporen rond de Lange Jan. De geschiedenis van station Amersfoort en halte De Vlasakkers door G.A. Russer. 2007 ISBN 9789087880200

- 41. De hutten van het Barrebos. Een idealistische enclave op de Veluwe door Afke van der Toolen. 2007 ISBN 9789087880316
- 42. De Glind ... gewonnen uit weerspannig woud. De geschiedenis van een dorp in de Gelderse Vallei door Gerjan Crebolder. 2007 ISBN 9789087880286
- 43. Barnevelds woordenboek. Het dialect van de West- en Midden-Veluwe door H. van de Giessen, Gijs van den Brink, Dick Veldhuizen en Brand Overeem. 2008 ISBN 9789087880415
- 44. 50 jaar Molukse gemeenschap Vaassen 1958-2008. Geschiedenis, verhalen en herinneringen door Arriën Scholten. 2008 ISBN 9789087880637
- 45. Konings Kunst van Parijs tot de Veluwe door Elizabeth Yates. 2008 ISBN 9789087880644
- 46. Onafzienbare heidevlakten: vluchtoord Oldebroek en Nunspeet door Fokke Postema. 2008 ISBN 9789087880736
- 47. De hei is groot genoeg: vluchtoord Ede door Gerard van Bruggen. 2008 ISBN 9789087880743
- 48. Luchtoorlog boven Ede - Vliegtuigcrashes en bombardementen in de Gelderse Vallei 1943-1944 ' door Evert van der Weerd. 2009 ISBN 9789087880996
- 49. Het Hoogeland. Kolonie voor bedelaars en landlopers. door Ad Sulman. 2009 ISBN 9789087881061
- 50. Voorthuizen, veel vertier en eenen tamelijken bloei. De geschiedenis van een dorp aan de rand van de Veluwe door Gerjan Crebolder. 2009 ISBN 9789087881115
- 51. Bier brouwen op de Veluwe. Een reis door het heden en verleden van bier, hop en brouwerijen door E. de Jonge en Marcel Vlieger. 2011 ISBN 9789087881528
- 52. Lunteren. Een historische studie[2] door Pier Hoekstra. 2011 ISBN 9789087881542
- 53. Kootwijkerbroek ..'n veerkrachtige gemeenschap. De geschiedenis van een dorp op de Veluwe  door Gerjan Crebolder. 2012 ISBN 9789087881894
- 54. Meest vreemdelingen uit Münsterland. Over de migratie van Münsterlanders naar Barneveld gedurende de 18e en 19e eeuw. 2013 ISBN 9789087881962
- 55. Aan water nooit gebrek. Een tocht langs Veluwse Industrieën door Gerard van Bruggen. 2013 ISBN 9789087881986